# The Electric Eels
I The Electric Eels sono stati un gruppo rock e proto-punk attivo tra il 1972 e il 1975 a Cleveland. Il complesso fu influente sulla successiva scena punk della città e su gruppi come i Pagans, pur avendo suonato live solo sei volte.

## Storia degli Electric Eels
La band fu formata nel 1972 da John Morton, Dave E e Brian MacMahon. Tuttavia il gruppo non ingaggiò mai un bassista, creando così un suono grezzo e molto sporco, unito alla voce spesso urlata di Morton. Inoltre l'attitudine violenta del gruppo sul palco, con tendenze masochiste da parte del cantante, portò a scontri con la polizia e a frequenti risse, motivo per cui il gruppo si esibì live solo sei volte. Per questo motivo gli Electric Eels furono banditi da tutti i locali di Cleveland, sciogliendosi nel 1975. La band , durante il suo breve periodo di attività, non riuscì a pubblicare neanche un album, riuscendo a dare alle stampe solo due singoli su 7": Cyclotron/Agitated per la Rough Trade e Spin Age Blasters/Bunnies per la Mustard Records. Fu poi solo nel 1987 che la Tinnitus records assieme alla Mustard Records, decisero di pubblicare il loro primo album dal titolo Having A Philosophical Investigation with The Electric Eels, che consisteva in una raccolta di demo registrati in presa diretta nel 1975. A questo seguirono poi altre antologie che si susseguirono negli anni, proponendo diversi materiali del tempo in cui la band fu attiva.
Se è vero che gli Electric Eels sono oggi considerati una delle band proto-punk più importanti del periodo, è anche vero che spesso la critica individua in loro influenze che vanno dal free jazz di Ornette Coleman alla psichedelica di Captain Beefheart, attribuendogli anche un ruolo anticipatore di un certo noise rock.
Tra i membri della band, dopo lo scioglimento, John Morton formò la band Johnny & the Dicks, mentre Nick Knox entrò nei Cramps.

## Discografia

### Album di studio
- 1989 - Having A Philosophical Investigation with The Electric Eels (The Tinnitus Label, Mustard)
- 1991 - God Says Fuck You (Homestead Records)
- 2001 - The Eyeball of Hell (Scat Records)

### Raccolte
- 1997 - Those Were Different Times: Cleveland 1972-1976 (Scat Records) split con Mirrors e The Styrenes
- 1999 - The Beast 999 Presents the Electric Eels in Their Organic Majesty's Request (Overground Records)
- 2014 - Die Electric Eels (Superior Viaduct)

### Singoli
- 1978 - Cyclotron/Agitated (Rough Trade)
- 1982 - Spin Age Blasters/Bunnies (Mustard)
- 2014 - Jaguar Ride (HoZac Records)
- 2014 - Accident (HoZac Records)